# Gary Gray
Gary Gray (ur. 30 kwietnia 1958 w Rotherham) – australijski polityk brytyjskiego pochodzenia, członek Australijskiej Partii Pracy (ALP). Od 2007 poseł do Izby Reprezentantów, w latach 2010-2013 członek gabinetu federalnego Australii. 

## Życiorys

### Młodość i kariera zawodowa
Urodził się w północnej Anglii, jego rodzina wyemigrowała do Australii, gdy był ośmioletnim dzieckiem. Ukończył studia ekonomiczne na Australian National University. Od 1986 był etatowym pracownikiem Partii Pracy, zaangażowanym m.in. w jej kampanie wyborcze. W latach 1993–2000 pełnił funkcję federalnego sekretarza generalnego ALP. W latach 2001–2007 pracował w sektorze prywatnym, a dokładniej w branżach medycznej i energetycznej. 

### Kariera polityczna
W 2007 został wybrany do Izby Reprezentantów jako kandydat ALP w okręgu wyborczym Brand w stanie Australia Zachodnia. Przez cały okres pozostawania ALP u władzy w latach 2007-2013 był członkiem rządu, początkowo na poziomie wiceministra, a od 2010 jako członek gabinetu odpowiedzialny za służbę cywilną. Od marca do września 2013 piastował jednocześnie trzy stanowiska ministerialne: ministra zasobów i energii, ministra turystyki oraz ministra małych przedsiębiorstw. Po wyborczej klęsce ALP we wrześniu 2013 wszedł w skład gabinetu cieni, kierowanego przez Billa Shortena. 

## Odznaczenia
W 2003 otrzymał Order Australii klasy Oficer.